# 狄奥多尔·科穆宁·杜卡斯
狄奥多尔（塞奥多罗斯）·科穆宁·杜卡斯（希臘語：Θεόδωρος Κομνηνὸς Δούκας，转写：Theodōros Komnēnos Doukas；拉丁文：Theodore Comnenus Ducas； 约1253年去世）是公元1215年－1230年伊庇鲁斯和色萨利的统治者。1224年－1230年，他还曾统治塞萨洛尼基以及马其顿和西色雷斯大部分地区。其两个儿子约翰和德米特里欧斯于1237年－1246年统治塞萨洛尼基时，他也在幕后掌握实权。
狄奥多尔出身拜占庭显贵家族，有科穆宁、杜卡斯、安格洛斯三个皇朝的血统。1204年十字军攻占君士坦丁堡之前，他的生平事迹不详。君士坦丁堡陷落后，他曾侍奉过尼西亚帝国的建立者狄奧多爾一世·拉斯卡里斯。与此同时，他的同父异母私生兄弟米海尔·科穆宁·杜卡斯在伊庇鲁斯建立了政权，并于几年后召他前往。1215年米海尔薨逝后，狄奥多尔排挤了其兄弟的私生子米海尔二世，掌握了伊庇鲁斯政权。他延续了其兄弟的扩张政策，与塞尔维亚结盟，将领土扩张至马其顿，并对拉丁人的塞萨洛尼基王国构成了威胁，1217年，狄奥多尔还俘虏了拉丁帝国皇帝库特奈的皮埃尔，之后逐渐包围塞萨洛尼基并最终于1224年取得该城。
攻下塞萨洛尼基后，狄奥多尔很快自称拜占庭皇帝，挑战尼西亚皇帝约翰三世对拜占庭皇位的宣称。1225年，他进军至君士坦丁堡外围，但没有攻城。1230年，狄奥多尔聚集了军队准备进攻君士坦丁堡，但途中转而进攻名义还是他的盟友，但威胁他北翼的保加利亚；结果战斗中保加利亚人大获全胜，俘虏了狄奥多尔，史称克洛科特尼察战役。随后他被关押了七年，并被致盲。他的兄弟曼努埃尔·科穆宁·杜卡斯继承了他的皇位，但色雷斯、马其顿大部和阿尔巴尼亚等领土都被保加利亚沙皇伊凡·阿森二世夺取，从流亡中回归的米海尔二世则在伊庇鲁斯自立，他兄弟继承的国土几乎只剩下塞萨洛尼基本身，并成了保加利亚的附庸。
1237年，伊凡·阿森娶了狄奥多尔的女儿伊琳娜，狄奥多尔被释放。他很快就重新控制了塞萨洛尼基并流放了曼努埃尔。由于在俘虏期间双眼被刺瞎，狄奥多尔不再有当皇帝的资格。于是，他立自己的儿子约翰为皇帝并在幕后执政。在尼西亚帝国的支持下，曼努埃尔尝试夺回塞萨洛尼基，双方最后达成协议，曼努埃尔获得色萨利，塞萨洛尼基和其周边地区则归狄奥多尔和其子约翰。1241年，约翰三世邀请狄奥多尔访问尼西亚，他虽受到了欢迎和相当的尊重，但实际上被软禁，来年春天，约翰三世带着他向塞萨洛尼基进军，并派他去与自己的儿子约翰协商，尼西亚方面要求约翰放弃皇帝称号并接受专制公的爵位，还要求他承认尼西亚帝国的宗主权，约翰同意后，狄奥多尔被放回。1244年，约翰去世，其兄弟德米特里欧斯·安格洛斯·杜卡斯继位，狄奥多尔继续在幕后掌权。1246年，约翰三世推翻了不受欢迎的德米特里欧斯并吞并了塞萨洛尼基，狄奥多尔则继续隐居。1251年，他说服侄子米海尔二世攻击塞萨洛尼基，然而1252年约翰三世率军进攻，迫使米海尔坐下来和谈。作为条约的一部分，狄奥多尔被囚禁并送至尼西亚，约1253年他在那里去世。

## 早年生涯
狄奥多尔生于1180年-1185年之间，父母是“至尊者”约翰·杜卡斯和佐伊·杜卡伊娜（Zoe Doukaina）；他的祖父母是君士坦丁·安格洛斯和狄奥多拉·科穆宁娜，祖母是拜占庭皇帝阿莱克修斯一世（1081-1118年在位）之女、叔叔安德洛尼卡·杜卡斯·安格洛斯则是拜占庭皇帝伊萨克二世（1185-1195年及1203-1204年在位）和阿莱克修斯三世（1195-1203年在位）的父亲，狄奥多尔是他们的堂弟。与他家族的大部分人一样，狄奥多尔更喜欢用“杜卡斯”或“科穆宁·杜卡斯”为姓；同时代的人则称他为“杜卡斯”、“科穆宁”甚至是“大科穆宁（μέγας Κομνηνός）”这个一般用于特拉比松帝国皇族的称呼。很明显，他的偏好反映了他想显示自己与显赫的杜卡斯家族与科穆宁家族的关系，避免与安格洛斯王朝灾难般的统治扯上关系；实际上，只有后来站在巴列奥略王朝一边，与伊庇鲁斯敌对的作家才称他为“安格洛斯”，如尼基弗鲁斯·格雷戈拉斯与狄奥多尔·斯库塔利欧特斯，而乔治·阿克罗波利特斯则在初期称他为“科穆宁”，1230年狄奥多尔在克洛科特尼察战役战败后，改口称他为“安格洛斯”。
狄奥多尔的早年经历未知，1204年第四次十字军攻陷君士坦丁堡后，他跟随狄奥多尔·拉斯卡里斯前往小亚细亚，后者在那里建立了尼西亚帝国。他为拉斯卡里斯服务的经历基本未知，只有狄奥多尔的支持者之一、科孚都主教乔治·瓦尔扎内斯提到狄奥多尔“为了自己的使命多次涉险、自敌人手中夺取许多堡垒，令其服从拉斯卡里斯的统治”，以自己的英勇脱颖而出，获得了尼西亚君主的许多赏赐。部分现代学者如卡尔·霍普夫和安托万·邦（Antoine Bon）认为，继1208年死去的希腊豪强利奥·斯古罗斯之后，在西北伯罗奔尼撒领导反十字军运动的“阿尔戈斯领主”狄奥多尔就是他， 学者雷蒙德-约瑟夫·洛内兹质疑这种观点，指出并没有证据能证明这种假设，不足以反对狄奥多尔在尼西亚服役的公论。
大约1210年，狄奥多尔的同父异母兄弟米海尔一世·科穆宁·杜卡斯邀请他前往自己创立的希腊人国家——伊庇鲁斯专制国。米海尔希望狄奥多尔能帮助自己，因为他唯一的儿子——未来的米海尔二世·科穆宁·杜卡斯未成年而且是私生子，且他认为自己其他的兄弟缺乏统治能力。狄奥多尔·拉斯卡里斯允许他离开，但要求他发誓忠于他及他的继承人。前往伊庇鲁斯之前，狄奥多尔已与玛利亚·佩特拉丽菲娜结婚，两人后生有四个孩子。

## 统治伊庇鲁斯

米海尔一世与狄奥多尔统治时期伊庇鲁斯的扩张

1210年后，米海尔一世专注于领土扩张，主要是攻击东面的拉丁政权塞萨洛尼基王国。虽有一定的反扑，色萨利的大部分还是被征服；到1214年，又自拉丁人手中夺回了都拉齐翁与科孚岛。学者们通常认为这些事件标志着米海尔背弃了他对拉丁帝国的宣誓效忠，但菲利普·范·特里赫特（Philip Van Tricht）则认为米海尔和狄奥多尔都至少在名义上是拉丁帝国的附庸，直到1217年的事件发生。1214年末或1215年，米海尔被一个仆人刺杀。 由于米海尔二世过于年轻，且是私生子，狄奥多尔毫不费力就废黜了他，根据阿尔塔的圣狄奥多拉（米海尔一世之妻）的圣徒传记载，米海尔二世与他的母亲被放逐到伯罗奔尼撒半岛。

### 与塞尔维亚、尼西亚的关系
狄奥多尔能力很强，野心尤其巨大，尽管他曾对狄奥多尔·拉斯卡里斯宣誓效忠，但他实际不仅渴望扩大国家，还梦想收复君士坦丁堡，恢复拜占庭帝国并加冕称帝。为了确保北翼安全，他与塞尔维亚人和阿尔巴尼亚诸氏族结盟。阿尔巴尼亚的阿尔巴农政权在米海尔一世时期就已被纳入伊庇鲁斯的政治轨道，1215年其君齐米特尔·普罗戈尼死后，其地由其遗孀继承，次年她与希腊豪强格雷戈里·卡莫纳斯结婚，此后两国关系更加紧密。狄奥多尔还放弃了米海尔一世向北扩张到泽塔的企图，转而尝试与塞尔维亚君主斯特凡·尼曼雅二世（1196-1228年在位）结盟以共同压制保加利亚。约1216年，狄奥多尔的兄弟曼努埃尔·科穆宁·杜卡斯与斯特凡·尼曼雅二世的一个姐妹结婚，巩固了伊庇鲁斯与塞尔维亚的关系。之后斯特凡又想让他的一个儿子——最可能是他的继承人、长子斯特凡·拉多斯拉夫与米海尔一世的次女狄奥多拉结婚，但奥赫里德都主教季米特里奥斯·霍马特诺斯以双方为近亲为由而拒绝批准——狄奥多拉与斯特凡·拉多斯拉夫之母、前皇帝阿莱克修斯三世之女优多基娅·安格利娜是第二代堂亲。1217年，斯特凡·尼曼雅又提议自己与狄奥多拉同父异母的姐妹玛利亚结婚以规避这个问题，仍被都主教拒绝，最后，斯特凡·拉多斯拉夫与狄奥多尔的长女安娜于1219-1220年之交的冬季结婚。
稳固其地位后，狄奥多尔将领土扩张到马其顿北部，该地区的一部分可能自1214年当地保加利亚贵族斯特雷兹死后就被米海尔一世夺取了。目前尚不清楚狄奥多尔在此过程中是否与保加利亚沙皇鲍里尔（1207-1218年在位）发生了直接冲突，到1217年时，他已占领奥赫里德、普里莱普与佩拉戈尼亚平原大部，至少也夺取了斯特雷兹的旧都普罗塞克，最远可能到达斯特鲁马河附近。 希腊学者康斯坦蒂诺斯·瓦尔佐斯（Konstantinos Varzos）指出，夺取奥赫里德这一重要的都主教驻地对伊庇鲁斯国家的地位和狄奥多尔的抱负来说非常重要。1217年，狄奥多尔在选举中支持杰出的教会法学者季米特里奥斯·霍马特诺斯当选都主教，后者则以坚决支持伊庇鲁斯继承拜占庭帝国的宣称并相应反对尼西亚帝国的宣称回报了狄奥多尔的人情。

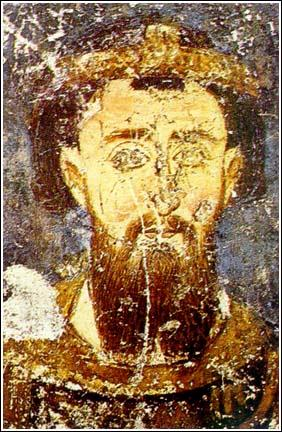
米列舍瓦修道院壁画中斯特凡·尼曼雅二世肖像，绘于13世纪

第四次十字军东征后，两大主要希腊人国家——伊庇鲁斯与尼西亚的东正教神职人员实际处于隔绝状态。1208年，尼西亚帝国召开宗教会议，选举米海尔·奥托雷阿诺斯为新任君士坦丁堡牧首，这次选举不合规范，因而合法性存在争议，这也使得狄奥多尔一世的皇位合法性受到质疑，因为他就是由这位牧首加冕的。早在米海尔一世时期，伊庇鲁斯国内已形成两个地方主教会议，相当程度上独立于牧首而自己处理宗教事务，一个位于纳夫帕克托斯，由主教约翰·阿波考科斯领导，一个在奥赫里德，由季米特里奥斯·霍马特诺斯领导。野心更大的霍马特诺斯很快成为“西部”教会的主导，寻求加强事实上自治的伊庇鲁斯教会的自主权，包括不受牧首干涉而自行任命当地主教的权力等。这一政策与狄奥多尔的野心及与尼西亚的敌对相符，引发了希腊教会的两大分支的公开争端。避居尼西亚的君士坦丁堡牧首曼努埃尔一世尝试自行任命伊庇鲁斯国内主教，遭遇后者抵制。尽管与伊庇鲁斯关系密切，塞尔维亚的斯特凡·尼曼雅二世也利用这一争端争取让传统上附属于奥赫里德都主教的塞尔维亚正教会成为自主教会。奥赫里德主教对此自然强烈反对，但斯特凡于1219年成功争取君士坦丁堡牧首承认他的弟弟拉斯特科（后改名萨瓦）为自治的塞尔维亚大主教。狄奥多尔小心翼翼地避免教会间的争吵影响他与塞尔维亚君主的良好关系。
狄奥多尔进入马其顿令当地的一位豪强，梅尔尼克的统治者阿莱克修斯·斯拉夫感到不安。他是保加利亚沙皇鲍里尔的死敌，但他的盟友、拉丁皇帝佛兰德的亨利（1205-1216年在位）于1213年与保加利亚结盟，背叛了他。鉴于狄奥多尔有可能对他发动攻击，阿莱克修斯选择加入他的事业，并娶了狄奥多尔妻子的侄女。

### 俘虏库特奈的皮埃尔
伊庇鲁斯在马其顿的成功令拉丁人感到担忧，因为这为它再次攻击塞萨洛尼基开辟了道路。塞萨洛尼基王国在其创立者蒙菲拉特的博尼法乔于1207年战死后变得十分虚弱，由他年幼的儿子德米特里乌斯（1207-1224年在位）的摄政掌权。拉丁帝国皇帝佛兰德的亨利因此中断了在小亚细亚对抗尼西亚帝国的战争并赶回塞萨洛尼基，并与保加利亚的鲍里尔接触，但就在他准备攻打狄奥多尔时，他于1216年6月11日突然去世，可能是死于疟疾，也可能是被第二任妻子保加利亚的玛利亚毒死。一个月后，第四次十字军的发动者、教皇英诺森三世（1198-1216年在位）也死去，对狄奥多尔最有威胁的两个人就这样去世，对他来说非常幸运。

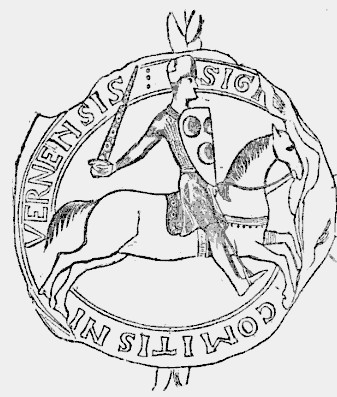
庫特奈的皮埃爾的印璽

随后拉丁帝国的男爵们选举法王腓力二世·奥古斯都的堂弟，库特奈的皮埃尔为新任拉丁皇帝。皮埃尔接受了这一结果，聚集160名骑士与5500步兵及战马，自法国出发上任，先在罗马接受教皇洪诺留三世（1216-1227年在位）的加冕，然后于1217年4月在布林迪西登船。他的妻子佛兰德的约兰德直接坐船前往君士坦丁堡，他则在都拉齐翁登陆，因为他曾许诺要征服该城并将其还给威尼斯。皮埃尔想效法1185年入侵拜占庭的西西里国王古列尔莫二世（1166-1189年在位），在征服都拉齐翁后走古代的埃格纳提亚大道前往塞萨洛尼基，并沿路夺取伊庇鲁斯控制的阿尔巴尼亚与马其顿地区。
通常的说法认为，都拉齐翁的抵抗很成功，随着伤亡增加，皮埃尔被迫放弃围城并向塞萨洛尼基进军。由于崎岖的地形与当地居民的敌意，行军十分困难，西方史料（《切卡诺编年史》、圣日耳曼的里卡尔多、腓力·莫斯凯斯、欧塞尔的罗贝尔的续写者）也提到当地的阿尔巴尼亚人效忠于狄奥多尔。几天之后狄奥多尔率军与皮埃尔会面，他要求与教皇特使吉奥瓦尼·科隆纳谈话，并表示了善意。西方史料声称狄奥多尔承认天主教会的权威并承认拉丁帝国为他的宗主，表示将会为皮埃尔参加的第五次十字军的计划提供帮助，并向拉丁人提供食物与向导以穿越山区。皮埃尔很高兴得到这一意想不到的援助，并与对方签订了条约。但拉丁人一放松警惕，狄奥多尔就发动了袭击。皮埃尔、吉奥瓦尼、萨洛纳的拉丁礼主教、桑塞尔伯爵纪尧姆一世及其他拉丁贵族都被俘虏，士兵们则各自分散逃生。乔治·阿克罗波利特斯、编年史家以法莲（Ephraim）与其他一些西方史料则宣称都拉齐翁被成功攻陷，一些现代学者如希腊人I·D·罗马诺斯（I. D. Romanos）和法国人阿兰·迪塞利耶也支持这种观点。根据这种说法，狄奥多尔在城市陷落后承认皮埃尔的宗主权，只是为了出其不意地击败对手。学者小约翰·范安特卫普·法恩则称 “哪种说法正确并不重要”，因为结果是相同的，即使皮埃尔真的攻下了都拉齐翁，他被俘后城市也很快被希腊人收复。
菲利普·范特里赫特（Philip Van Tricht）认为，狄奥多尔受多种因素的推动，视皮埃尔为他本人和他的政权的威胁。皮埃尔试图为威尼斯收复都拉齐翁，即使初次尝试失败，仍是个不好的信号；皮埃尔还承认德米特里乌斯同父异母的兄弟、继承蒙菲拉特的古列尔莫四世对塞萨洛尼基的声索，狄奥多尔不愿看到这个仍声称对伊庇鲁斯有宗主权的政权加强，特别是考虑到他的侄子米海尔二世还在拉丁人统治的亚该亚避难。除此之外，狄奥多尔与他的宫廷反感教皇对希腊教会与日俱增的干涉，前教廷驻君士坦丁堡使节佩拉吉奥·伽伐尼的所作所为尤其破坏了希腊人与拉丁人的关系。

### 与拉丁人的战争，夺取塞萨洛尼基
不管事情的真相如何，狄奥多尔惊人的胜利震撼了希腊世界，大大提升了他的地位，即使是乔治·阿克罗波利特斯这个对他抱有反对态度的拜占庭史家也承认这一胜利“对罗马人有极大的帮助”。与他们相反，教皇洪诺留三世十分沮丧，并写信给希腊地区的拉丁领主、威尼斯总督及皮埃尔的女婿匈牙利国王安德烈二世（1205-1235年在位），敦促他们设法救援皮埃尔与科隆纳。 他甚至要求安德烈二世与法国的主教发起针对狄奥多尔的十字军，并在信中以此威胁狄奥多尔。1217年末，第一支十字军分队在安科纳集结，威尼斯也希望借十字军之力收复都拉齐翁，压力之下，狄奥多尔被迫让步，1218年3月，他释放了科隆纳，并向教皇道歉、宣誓效忠。霍诺留三世因此改变了政策，禁止威尼斯总督伤害狄奥多尔的利益，希望以此确保更多俘虏得到释放。一些小男爵得到了自由，但皮埃尔与其他主要领主仍被囚禁致死。皮埃尔死亡的时间未知，但应该是在1219年9月之前。
皮埃尔被俘使得北希腊的两大拉丁人政权——塞萨洛尼基王国与拉丁帝国都暂时由女性摄政。皮埃尔的妻子约兰德在前往首都途中在伯罗奔尼撒停留，很快意识到了统治当地的亚该亚亲王国的实力与财富，把女儿阿格涅斯（Agnes）嫁给了亚该亚的继承人戈弗雷二世·德维尔阿杜因（约1229-1246年在位），随后她到达君士坦丁堡并生下了皮埃尔的遗腹子，未来的鲍德温二世（1228-1261年在位）。为了确保东部边境安全，精明的约兰德又把女儿库特奈的玛利亚嫁给刚刚第二次丧妻的尼西亚皇帝狄奥多尔·拉斯卡里斯。
向塞萨洛尼基发起最后一击之前，狄奥多尔先任命自己的兄弟君士坦丁·科穆宁·杜卡斯掌管埃托里亚和阿卡纳尼亚以确保南翼的安全。君士坦丁是个活跃的统治者，不仅有效地防御了伊庇鲁斯在南线的主要敌人雅典公国，不久后还收复了新帕特雷（今伊帕蒂）与拉米亚。狄奥多尔自己则集中精力清除色萨利的拉丁人残余势力，于1218年攻占了坚固的普拉塔蒙城堡。之后的几年中，狄奥多尔一个接一个地攻陷了塞萨洛尼基周围的堡垒。普拉塔蒙城堡控制着塞尔迈湾的入口，能在海路压制敌人，1221年末塞雷被攻下, 使得狄奥多尔又切断了塞萨洛尼基与君士坦丁堡的陆上联系。用学者约翰·法恩的话来说，塞萨洛尼基此后已“不过是狄奥多尔领土中的一个孤岛”。
眼看塞萨洛尼基就要被攻陷，教皇洪诺留三世决定绝罚狄奥多尔，禁止亚得里亚海港口向其出口战马、士兵与补给品，并致信敦促拉丁帝国援助塞萨洛尼基。其国王德米特里乌斯则前往意大利寻求支援，1222年3月得到了教皇的接见，不久后又会见了神圣罗马皇帝腓特烈二世（1220-1250年在位）。针对狄奥多尔的十字军得到宣布，其战士开始在意大利聚集。但库特奈的罗贝托（1221-1228年在位）治下的拉丁帝国则因支持狄奥多尔·拉斯卡里斯的兄弟挑战尼西亚新皇帝约翰三世（1222-1254年在位）的地位而再次卷入战争。1222年夏季，比安德拉泰伯爵翁贝托二世统帅的第一支十字军分遣队到达塞萨洛尼基，投入王国事实上的摄政圭多·帕拉维奇尼麾下，狄奥多尔因此加快了进攻的步伐，于1222年底发动试探进攻，并于1223年初正式围攻该城。洪诺留三世闻讯再次绝罚狄奥多尔，加倍努力推动此时已陷入停滞的十字军运动。在教皇的催促下，威尼斯和腓特烈二世、拉丁皇帝库特奈的罗贝托许诺提供支援，教皇还号召南希腊的拉丁领主们也加入战斗。1224年3月，十字军在布林迪西成军，但在教皇給使節的訓令中，仍沒有完全排除與狄奧多爾和談的可能性。為了兌現諾言，庫特奈的羅貝托也派遣軍隊圍攻塞雷，但圍城期間，拉丁將領們收到消息，拉丁軍隊主力已在波伊马内农战役中被尼西亞的約翰三世打得慘敗。他們遂放棄圍攻，匆忙返回君士坦丁堡，途中卻被狄奧多爾的軍隊攔截，多數拉丁人不是戰死就是被俘。
这一战败破坏了教皇的计划，他本来计划趁狄奥多尔与罗贝托的军队作战时，让十字军在他的后方登陆。祸不单行，十字军的准统帅蒙菲拉特的古列尔莫四世在此时病倒。11月，教皇被迫将进军计划推迟到来年春天。听闻拉丁人战败，十字军又被推迟，精疲力竭的塞萨洛尼基守军于1224年12月某日献城投降。1225年3月，十字军终于起航并在色萨利的阿尔米罗斯 (城镇)港登陆，但很快因痢疾而崩溃，据说这是希腊人在当地水源中下毒的结果。古列尔莫四世死于痢疾，幸存的士兵离开了希腊。国王德米特里乌斯此后仍指望腓特烈二世帮他恢复领土，但直至1227年自己去世也没有实现。

## 塞萨洛尼基皇帝

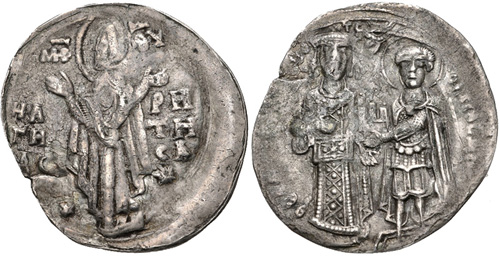
狄奧多爾稱帝時期製作的包銅合金“粗糙幣”

传统上，塞萨洛尼基被认为是君士坦丁堡之后拜占庭帝国第二重要的城市，攻占该城不仅沉重打击了拉丁势力，还极大地提升了狄奥多尔的地位；他现在认为自己比尼西亚的约翰三世更强大，公开提出对拜占庭皇位的宣称，并穿着只有皇帝能穿的紫色靴子。实际上，他的主要支持者之一，有名的纳夫帕克托斯都主教约翰·阿波考科斯在1222年致普世牧首的信中宣称伊庇鲁斯已经视狄奥多尔为他们的“上帝派来的统治者与皇帝”，之后又写信给狄奥多尔的妻子 ，表示愿意为他们将在塞萨洛尼基举行的加冕仪式提供帮助。

### 与尼西亚的加冕之争
按照拜占庭的惯例，皇帝的加冕礼只能在君士坦丁堡举行，且应该由普世牧首加冕；但当时君士坦丁堡在拉丁人手中，牧首耶尔马努斯二世（1223-1240年在位）避居尼西亚。因此狄奥多尔考虑让他刚刚罢黜拉丁主教而拥立的塞萨洛尼基都主教君士坦丁·美索不达米特斯给他加冕，但后者承认流亡尼西亚的牧首的合法性，尽管狄奥多尔、狄奥多尔的弟弟君士坦丁和约翰·阿波考科斯施加威逼利诱，他仍拒绝主持加冕仪式，并说比起屈服，他宁愿继续流亡。作为替代，狄奥多尔于1225年3月在阿尔塔召集了他领地内的主教召开会议，以约翰·阿波考科斯为主席。会议通过约翰起草的宣言，赞扬了狄奥多尔对抗拉丁人与保加利亚人、解放希腊人土地、驱逐罗马教会牧师并恢复正教主教等成就及他的皇室血统，宣称会议只承认他为皇帝。有了这份宣言做武装，狄奥多尔转而让忠诚的奥赫里德都主教季米特里奥斯·霍马特诺斯为他加冕。
儘管狄奧多爾在攻陷塞薩洛尼基之後似乎很快就稱帝，但他實際加冕的時間未知。法國學者吕西安·斯提尔农（Lucien Stiernon）認為此事發生在1227年6月-1228年4月之間，但希臘學者阿波斯托羅斯·D·卡爾波齊羅斯（Apostolos D. Karpozilos）不同意這一定年，理由是狄奧多爾沒有理由把加冕儀式推得這麼後，提出他應該在1225年，即阿爾塔宗教會議後就加冕了。另一方面，根據約翰·阿波卡夫科斯的信件，埃利尼·比斯-塞費爾利（Eleni Bees-Seferli），提出加冕發生在1227年4月3日-8月之間，阿爾基米尼·斯塔夫里杜-扎弗拉卡（Alkmini Stavridou-Zafraka）確信其發生於1227年5月29日。
作為拜占庭帝國皇帝，狄奧多爾在新都塞薩洛尼基設立了自己的宮廷，將慣常的宮廷頭銜賜給親屬與追隨者們，但我們對其政權的人員組成知之甚少，大多數可用的信息源於季米特里奥斯·霍马特诺斯的信件。狄奧多爾的兄弟曼努埃爾與君士坦丁得到“專制君主”的頭銜；長期追隨他的約翰·普利托斯獲封“贵于全体者（πανυπερσέβαστος）”，擔任“中間人”（μεσάζων，即首席部長）。一些在伊庇魯斯避難的拜占庭貴族家族後裔與地方貴族被任命為各省長官。“都督（δούξ）”這一官职仍被使用，但與之前不同，其持有者多是文職官員，幾乎沒有軍事權威。狄奧多爾授予頭銜十分慷慨，以至於從前顯貴的“尊者（σεβαστός）”或“最有名望者（Μεγαλοδοξώτατος）”头衔變得廉價，一般城市显贵也能获得。他在尼西亞的敵人，特別是乔治·阿克罗波利特斯嘲笑他無視君士坦丁堡的傳統规矩隨意授予頭銜，称这像是個“保加利亞人甚至野蠻人”的作为。為了確保新都安全，他組建了一支由察科尼亞人組成的衛隊，由一位“要塞守衛（καστροφύλαξ）”統帥。

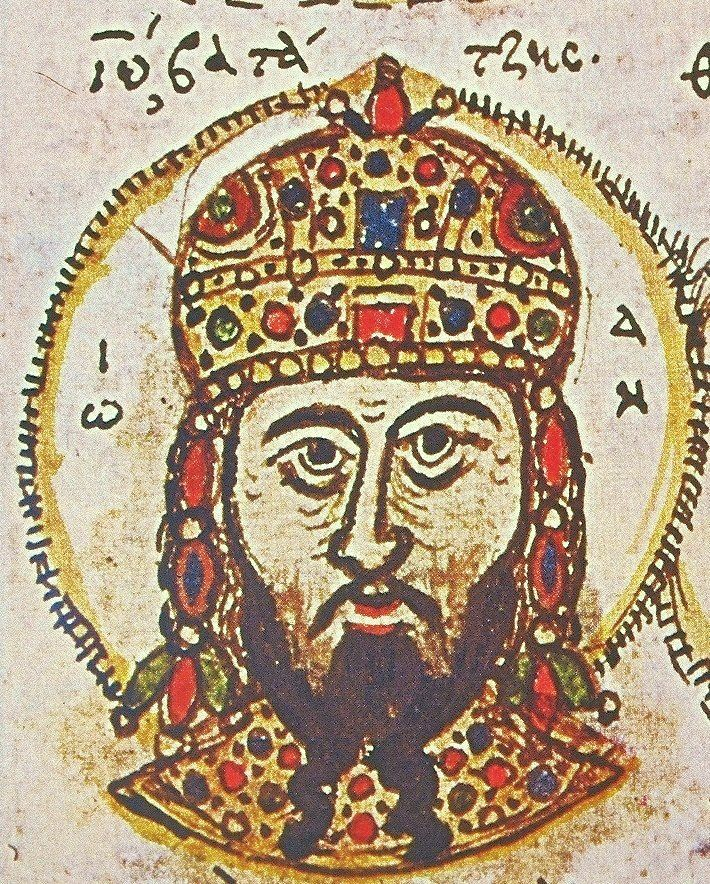
摩德纳希腊语122号手抄本中的約翰三世形象

尼西亞的約翰三世聽說狄奧多爾稱帝後，提出任命他為自己手下的總督，管轄其原有領土，自然被对方拒絕。狄奧多爾隨後公開使用拜占庭皇帝的完整頭銜“罗马人的巴西琉斯与独裁者”。他的加冕加劇了西部希臘人與尼西亞帝國的矛盾，衝突再次在教會領域爆發。起初，尼西亞人僅限於指責季米特里奥斯·霍马特诺斯：普世牧首耶尔马努斯二世在寫給狄奧多爾的信中對他仍保持尊敬，只是表達了對季米特里奧斯僭取普世牧首特權而主持加冕的不滿。季米特里奧斯則回應稱，作為古代查士丁尼第一城都主教座的繼承者，他是個獨立的主教，有權力這樣做。
1227年，阿爾塔的伊庇魯斯主教會議遣使試圖尋求妥協，表示願意承認避居尼西亞的普世牧首的最高權威，但要求得到自治權，即狄奧多爾有權在他的領土內任命主教。他們給普世牧首三個月思考時間，並暗示如果被拒絕，他們有可能“被迫”代以承認羅馬教皇的權威，耶爾馬努斯二世則要求他們譴責狄奧多爾僭稱皇帝的行為。隨後牧首為空缺的都拉齊翁教座提出了自己的候選人，進一步加劇了衝突。狄奧多爾驅逐了牧首任命的主教，伊庇魯斯宗教會議選出季米特里奧斯的朋友君士坦丁·卡瓦希拉斯接任。牧首隨即開始直接攻擊狄奧多爾本人。科孚都主教乔治·瓦尔扎内斯回信牧首，堅持伊庇魯斯教會的自治權，並質疑對方的合法性。最終兩國的教會完全分裂，一直持續到1232-1233年。

### 向色雷斯扩张
狄奧多爾加冕之後，已有四位君主聲索皇帝的頭銜，並渴望控制君士坦丁堡：狄奧多爾、拉丁皇帝库特奈的罗贝托、尼西亞皇帝約翰三世、年輕但又野心的保加利亞沙皇伊凡·阿森二世（1218-1241年在位）。拉丁帝國此時只剩下過去強勢的餘暉：波伊马内农戰敗後，拉丁人失去了大部分亞洲領土，在歐洲也很快只剩下君士坦丁堡及其周邊地區。早在1224年，或至少在1225年，狄奧多爾已奪取了哈尔基季基半岛與阿索斯山，1225年春天，他又向東馬其頓與西色雷斯進軍，奪取了基督波利斯（Χριστούπολις，今卡瓦拉）、克桑西、格拉提安波利斯（Γρατζιανούς，今格拉提尼）、莫西诺波利斯與季季莫蒂霍等城。為了阻止他奪取君士坦丁堡，尼西亞人應民眾邀請，先發制人自拉丁人手中接管了阿德里安堡。但狄奧多爾不為所動，渡過埃夫羅斯河（马里查河）封鎖該城，迫使其投降。尼西亞的“第一司马”約翰·伊塞斯與將領約翰·卡米采斯率領的軍隊被允許乘狄奧多爾提供的船隻撤回亞洲。
奪取阿德里安堡使得通往君士坦丁堡的道路對狄奧多爾敞開，為了確保北面安全，他與伊凡·阿森二世結盟，命自己的兄弟曼努埃爾迎娶阿森的私生女瑪利亞。同時拉丁帝國以部分領土換取與尼西亞帝國簽訂合約，雙方也締結了聯姻，拉丁男爵卡約的安索迎娶了先帝狄奧多爾一世的女兒優多基婭·拉斯卡里娜·安格利娜。1225年夏天，狄奧多爾領軍進入君士坦丁堡周邊，到達維齊埃（Βιζύη，今維澤）與維里西斯（Vrysis），拉丁人統帥卡約的安索在戰鬥中負重傷，但君士坦丁堡本身沒有受到攻擊。狄奧多爾的部隊還未準備好攻打堅固的狄奥多西城墙，蒙菲拉特的古列尔莫四世在色薩利登陸的消息也迫使他終止作戰並向西撤退。
出于未知的原因，狄奥多尔没有在1226年或之后的几年中再次进攻君士坦丁堡。他似乎忙于国内事务，1228年，腓特烈二世因领导第六次十字军而在科孚岛与凯法洛尼亚岛停留，狄奥多尔借机与他改善了关系。1229年，他甚至派希腊人部队到意大利为腓特烈作战。与此同时，狄奥多尔与威尼斯的关系破裂，原因是他在科孚岛的总督扣押了一艘失事威尼斯船上的货物。1228年8月19日他頒布法令，禁止威尼斯商人在他的領土內從事貿易。同年1月，拉丁皇帝庫特奈的羅貝托去世，其年僅11歲的弟弟鮑德溫二世繼位，隨著攝政接管國家，拉丁帝國變得更加虛弱。此時，保加利亞沙皇伊凡·阿森二世卻提議與之結盟，鮑德溫二世將与他的女兒海倫娜結婚，阿森則將接任攝政，幫助他抵禦狄奧多爾的進攻。拉丁帝國的男爵們不同意提議，因為伊凡·阿森可藉此輕易奪取君士坦丁堡；作為替代，經談判後，他們選擇雖高齡八十，卻仍有活力的布列讷的讓（1229-1237年在位）摄政。儘管保加利亞的提議沒有成真，這也破壞了狄奧多爾與其之間的同盟關係。1228年9月，狄奧多爾同意與拉丁帝國攝政图西的納爾若簽訂為期一年的休戰協議，兩國以埃諾斯（Αίνος，今埃內茲）到維里西斯（Vrysis）一線為界，這一行動明顯是針對保加利亞的。

## 克洛科特尼察战役、被保加利亚俘虏

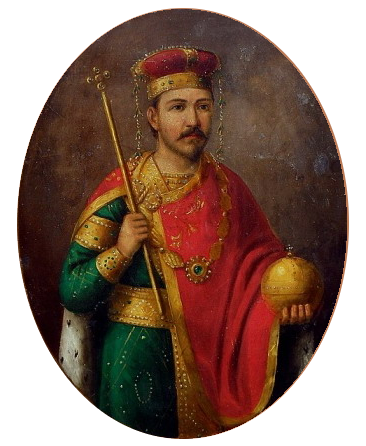
現代繪製的伊凡·阿森二世肖像

最终，狄奥多尔于1229年末开始在塞萨洛尼基聚集军队，以发起对君士坦丁堡的最后攻击，腓特烈二世也派遣一支军队协助。1230年春季，正当他的军队向东进军时，狄奥多尔出人意料地命令他的部队改向北行军，并沿埃夫罗斯河谷进入保加利亚。关于他改变目标的行为动机，有几种不同的说法，当时及稍后的史家，如乔治·阿克罗波利特斯宣称这是狄奥多尔两面派作风、背信弃义性格的体现；更可取的观点是，迄此时尚未在战场上失败的狄奥多尔希望以此检验保加利亚人的实力，并预防他们在他围攻君士坦丁堡时袭击他的后方。保加利亚沙皇伊凡·阿森二世虽没有预料到这场战斗，但他行动迅速。据说，他将狄奥多尔破坏的两国之间的条约文本系在长矛上，当做枪旗使用。1230年4月，保加利亚军队与狄奥多尔的部队相遇，战斗中，保加利亚大获全胜，俘虏了狄奥多尔与他手下的许多官员，史称克洛科特尼察战役。
此战之后，保加利亚帝国成为巴尔干半岛最强大的国家，而狄奥多尔被俘后，他的政权走向崩溃：几个月内，色雷斯、马其顿的大部分、阿尔巴尼亚都被保加利亚夺取。伊凡·阿森二世在他的首都特尔诺沃的圣四十人教堂留下铭文，吹嘘他“占领了从阿德里安堡到都拉齐翁的所有领土、希腊人、塞尔维亚人、阿尔巴尼亚人都一样（被统治）”，但都拉齐翁实际仍由希腊人控制。拉丁人的腓力波利斯公国也被保加利亚吞并，阿莱克修斯·斯拉夫在罗多彼山脉的独立政权也被消灭，他在阿森的宫廷中度过余生。
狄奥多尔的兄弟曼努埃尔设法逃离克洛科特尼察战场，并在塞萨洛尼基继承了皇位。他的领土缩小到塞萨洛尼基及其郊区、其家族在伊庇鲁斯与色萨利的核心领土、都拉齐翁与科孚岛，他的另一位兄弟君士坦丁则统治埃托里亚和阿卡纳尼亚并承认他的宗主权。作为伊凡·阿森二世的女婿，曼努埃尔被允许保持内部自治，实际上称为保加利亚的附庸。几乎与此同时，米海尔一世的私生子米海尔二世自流放地返回，并在当地民众的支持下控制了伊庇鲁斯。曼努埃尔只能承认既成事实，同意米海尔成为他的附庸并授予其“专制君主”的头衔。事实上米海尔二世保持了完全的独立，很快就不再承认曼努埃尔的宗主权。并于1236年夺取科孚岛。为了保持一定的行动自由并反击伊凡·阿森将伊庇鲁斯教会并入位于塔尔诺沃的保加利亚教会的企图，曼努埃尔转而与狄奥多尔曾经的对手尼西亚帝国亲近，并承认了避居尼西亚的普世牧首的合法性与地位，结束了两国教会的分裂。
狄奥多尔自己则在特尔诺沃被囚禁了七年。一开始他得到了尊重，但后来被指控密谋反对伊凡·阿森二世，并因此被致盲，这是拜占庭传统中给予反叛者的传统惩罚，也是排除潜在政治对手的方法。保存下来的一封同时代的希伯来文书信记载，阿森一开始命令两个犹太人行刑，因为狄奥多尔一直在他的领土上迫害犹太人，没收其财产以支持战事；但在他的求饶治下，两人拒绝执行命令，愤怒的沙皇命人把他们抛下悬崖。狄奥多尔最终于1237年被释放，因为阿森新近丧妻，爱上了他未婚的女儿伊琳娜，婚礼举行后，狄奥多尔被释放，并被允许离开特尔诺沃去他想去的地方。

## 返回塞萨洛尼基、晚年

### 恢复塞萨洛尼基

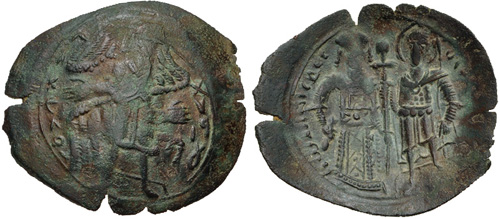
約翰稱帝時期製作的包銅合金“粗糙幣”

恢复自由后，狄奥多尔返回塞萨洛尼基，由于他既没有亲兵也没有追随者，他假扮成一个乞丐以求秘密进入城中。在城中，他与旧日的支持者与宠臣，密谋发动政变，不久之后推翻了曼努埃尔的统治。按拜占庭传统，盲人不能为帝，因此狄奥多尔选择立儿子约翰·科穆宁·杜卡斯（1237-1244年在位）为帝（没有举行加冕仪式），但实际上自己掌握帝国的实权。约翰本人似乎对宗教更感兴趣，相比当皇帝，更愿意进入修道院，狄奥多尔不得不说服他——他告诉约翰皇位是上帝赐予的礼物，而且因为他的皇室血统，他确实是罗马人的合法皇帝。
被废黜的曼努埃尔被放逐到小亚细亚的阿塔雷阿（Ἀττάλεια，今安塔利亚），他的妻子玛利亚则被允许回到父亲身边。尽管狄奥多尔推翻了伊凡·阿森二世的女儿和女婿，但史家乔治·阿克罗波利特斯称后者仍对狄奥多尔抱有好感，因为他着迷与狄奥多尔的女儿伊琳娜。曼努埃尔并没有安于流亡，决心为自己报仇，他设法维持了自阿塔雷阿穿过突厥人土地到尼西亚的道路，并前往那里与约翰三世会面，后者欢迎他的到来并同意帮助他，但在曼努埃尔向他本人宣誓效忠前不会采取行动。1239年初，曼努埃尔率领六艘尼西亚船驶往希腊，在色萨利的德米特里阿斯附近登陆，在这一地区，他得到了广泛的支持，当地的长官，米海尔一世的女婿君士坦丁·马利阿色诺斯似乎也服从于他，使得他在短时间内聚集起一支部队，占领了法尔萨拉 (城镇)、拉里萨与普拉塔蒙。面对内战，曼努埃尔与狄奥多尔最终选择妥协，瓜分了塞萨洛尼基帝国，放弃了对约翰三世的效忠并得到色萨利，约翰与狄奥多尔保留塞萨洛尼基与马其顿，西面以沃德纳（Βοδενά，今埃泽萨）、奥斯特罗沃（Όστροβον，今阿尔尼萨）为界，三弟君士坦丁在埃托里亚和阿卡纳尼亚的封地也再次被确认。为了进一步巩固他们的地位，狄奥多尔、曼努埃尔都与强大的亚该亚亲王戈弗雷二世·德维尔阿杜因签订了条约。

### 塞萨洛尼基屈服于尼西亚
伊庇鲁斯的米海尔二世并没有参与他的叔叔们达成的协议，继续执行自己的独立政策。1241年曼努埃尔去世后，米海尔迅速占领了色萨利。同年6月，伊凡·阿森二世死去，其七岁的儿子卡利曼（1241-1246年在位）继位；再加上拉丁帝国不断衰弱，尼西亚的约翰三世成了原拜占庭土地上最强大与最有望收复君士坦丁堡的君主。
在对君士坦丁堡采取行动之前，约翰三世意识到他需要解决塞萨洛尼基，尤其是狄奥多尔本人这个隐患，因为他担心对方的阴谋、野心与能力。1240年或1241年，他因此邀请狄奥多尔前往尼西亚，并提供了安全保证。狄奥多尔接受了，他在尼西亚也受到了高度尊重，约翰三世与他同桌用餐，甚至称他为“叔叔”，但实际上，他是被软禁在了尼西亚，对方不准他离开，并且就在这段时间，尼西亚正在准备发起对塞萨洛尼基的远征。1242年春季，约翰三世率军到达欧洲，并带着狄奥多尔同行，尼西亚的陆军与舰队未受抵抗就到达了塞萨洛尼基，但城中军民坚持抵抗，尼西亚军缺乏重型攻城武器，只能长期围困。不久之后，蒙古人入侵小亚细亚的消息传来，迫使约翰三世返回，但他设法瞒过了敌人，并送狄奥多尔前去谈判，据说约翰本人愿意彻底放弃城市，但狄奥多尔说服他继续等待以获取更宽大的条件。谈判40天后，约翰获准继续统治塞萨洛尼基，但必须放弃皇帝头衔，承认尼西亚帝国的宗主权并接受“专制君主”的头衔，狄奥多尔也获准返回塞萨洛尼基。
约翰作为“专制君主”统治塞萨洛尼基两年，于1244年去世，狄奥多尔拥立幼子德米特里欧斯·安格洛斯·杜卡斯（1244-1246年在位）继位，并根据1242年达成的附庸条件，遣使尼西亚报告继承之事，随后退居沃德纳（埃泽萨），并在那里遥控朝政。如果说约翰是个宗教苦行者，那么德米特里欧斯就是个沉溺于与佞人游宴、勾引已婚妇女的浪荡子。尽管狄奥多尔掌控着政府事务，但他的儿子很快变得极不受欢迎，以至于城中的许多要人都更倾向于接受尼西亚的直接统治。
1246年秋季，塞萨洛尼基的政权的末日到了：保加利亚沙皇卡利曼死后，幼弟米哈伊尔·阿森（1246-1257年在位）继位，国家由摄政统治；约翰三世迅速攻击保加利亚，并在三个月内占领色雷斯大部与马其顿东部、北部，伊庇鲁斯的米海尔二世也趁机扩张到阿尔巴尼亚与马其顿西北部。11月战役结束，约翰三世在梅尔尼克扎营，这时他得知有一个推翻德米特里欧斯，并把塞萨洛尼基献给他的阴谋，对方也要求他颁布金玺诏书，保证这座城市的传统权利与特权。他接受了这一方案，遣使要求德米特里欧斯本人来到他的营地，对方怀疑他的意图而拒绝，于是尼西亚军便向塞萨洛尼基进军。几天之后，阴谋者打开了一座城门，整个城市被迅速占领。德米特里欧斯被俘并被流放到比提尼亚的伦提阿纳（Lentiana）堡垒，塞萨洛尼基与整个马其顿被交给尼西亚的“大统帅”安德洛尼卡·巴列奥略统治。狄奥多尔本人在沃德纳隐居且没有军力，没有在这一事件中发挥作用。

### 最后尝试与死亡
获得塞萨洛尼基后，约翰三世转向伊庇鲁斯，提出让米海尔二世的长子尼基弗鲁斯与他的孙女玛利亚结婚以缔结两国间的同盟；米海尔之妻狄奥多拉·佩特拉里费娜（狄奥多尔之妻的侄女）欣然同意，二人在佩耶（Πηγαί，今卡拉比加）举行订婚仪式。但米海尔并没有完全放弃家族的野心，对与尼西亚结盟仍举棋不定，于是狄奥多尔运用他对侄子的影响力说服他放弃同盟。因此，米海尔于1251年春季突袭塞萨洛尼基，但没能攻下城市，次年春天，约翰三世再次进军欧洲，对抗科穆宁·杜卡斯家族；狄奥多尔与米海尔此时已转向北方，攻陷了普里莱普与韦莱斯，听闻尼西亚军到来，他们自卡斯托里亚撤回伊庇鲁斯。约翰三世攻陷了狄奥多尔在沃德纳的堡垒，但很快陷入了卡斯托里亚地区的小规模冲突。两位伊庇鲁斯将领约翰·格拉瓦斯（John Glabas）与狄奥多尔·佩特拉里法斯（Theodore Petraliphas）投降尼西亚，打破了僵局。之后克鲁亚的统治者戈莱米也投降。这迫使米海尔与约翰三世谈和，放弃他所占领的堡垒与他在马其顿的剩余领地，并再次确认与尼西亚的联姻同盟，约翰三世还明确要求他交出狄奥多尔。伊庇鲁斯使节在沃德纳与约翰三世见面，并把狄奥多尔与作为人质的尼基弗鲁斯交给他。尼基弗鲁斯被授予“专制君主”的头衔并很快被放回伊庇鲁斯，狄奥多尔成为囚犯并被送到小亚细亚，他于1253年左右去世。

## 评价
科穆宁家族的传记作者、现代学者康斯坦蒂诺斯·瓦尔佐斯（Konstantinos Varzos）称狄奥多尔是个“精力充沛、足智多谋、野心勃勃的政治家”，并“继承了先祖阿莱克修斯一世的耐心与恒心，但缺乏他的智慧、外交本领与适应能力”，还特别指出，虽然他能力很强，但他收复君士坦丁堡的野心及与尼西亚势同水火的较量，实际上却将拜占庭帝国的恢复阻碍并延迟数十年。
狄奥多尔的传奇给西部希腊人的政治观留下了深刻的印记：拜占庭研究者唐纳德·尼科尔指出：“对狄奥多尔·杜卡斯的胜利与他获得皇帝头衔的记忆在北部希腊人及他的后代心中流传了许多年才消逝”。米海尔二世继续了他的叔叔狄奥多尔的反对尼西亚政策，进一步延迟了君士坦丁堡的恢复，即使是在1261年拜占庭帝国恢复之后，伊庇鲁斯的统治者仍在挑战复兴的帝国，坚持他们对拜占庭皇位的宣称。

## 家庭
狄奥多尔与其妻玛利亚·佩特拉丽菲娜生有四个孩子：
1. 安娜·安格利娜·科穆宁娜·杜卡伊娜（英语：Anna Angelina Komnene Doukaina），与塞尔维亚国王斯特凡·拉多斯拉夫（英语：Stefan Radoslav）结婚
2. 约翰·科穆宁·杜卡斯（英语：John Komnenos Doukas），1237年成为塞萨洛尼基皇帝
3. 伊琳娜·科穆宁·杜卡伊娜（英语：Irene Komnene Doukaina），与伊凡·阿森二世结婚
4. 德米特里欧斯·安格洛斯·杜卡斯，1244年继承塞萨洛尼基。

## 引用
1. ↑  Varzos 1984，第548頁.
2. ↑  Loenertz 1973，第362頁.
3. 1 2  Polemis 1968，第89 (note 2)頁.
4. ↑  Varzos 1984，第548–551 (notes 2, 3)頁.
5. ↑  Nicol 2010，第3頁.
6. ↑  Varzos 1984，第549–551 (notes 3, 4)頁.
7. ↑  Polemis 1968，第89頁.
8. ↑  Varzos 1984，第553–554頁.
9. ↑  Loenertz 1973，第374, 390–391頁.
10. ↑  Fine 1994，第67頁.
11. ↑  ODB，"Theodore Komnenos Doukas" (M. J. Angold), p. 2042.
12. ↑  Stiernon 1959，第122–126頁.
13. ↑  Fine 1994，第68–69頁.
14. ↑  Varzos 1984，第553頁.
15. ↑  Polemis 1968，第90頁.
16. ↑  Fine 1994，第68頁.
17. ↑  Varzos 1984，第682–686頁.
18. ↑  Van Tricht 2011，第242頁.
19. ↑  Fine 1994，第68, 112頁.
20. ↑  Varzos 1984，第686頁.
21. ↑  Varzos 1984，第552, 553頁.
22. ↑  Varzos 1984，第553–555頁.
23. ↑  Varzos 1984，第555–556頁.
24. 1 2  Fine 1994，第112頁.
25. 1 2  Varzos 1984，第556頁.
26. ↑  Varzos 1984，第569–570頁.
27. 1 2  Fine 1994，第113頁.
28. ↑  Varzos 1984，第557頁.
29. ↑  Fine 1994，第114–115頁.
30. ↑  Fine 1994，第115–116頁.
31. ↑  Varzos 1984，第569 (esp. note 61)頁.
32. ↑  Fine 1994，第116–119頁.
33. 1 2  Varzos 1984，第570頁.
34. 1 2  Fine 1994，第114頁.
35. ↑  Fine 1994，第113–114頁.
36. ↑  Varzos 1984，第568–569頁.
37. ↑  Varzos 1984，第555, 557–558頁.
38. ↑  Varzos 1984，第558–559頁.
39. ↑  Fine 1994，第112–113頁.
40. ↑  Varzos 1984，第559–560頁.
41. ↑  Varzos 1984，第560)頁.
42. ↑  Van Tricht 2011，第187, 243頁.
43. ↑  Varzos 1984，第560–561頁.
44. ↑  Varzos 1984，第560 (note 40)頁.
45. ↑  Van Tricht 2011，第242–244頁.
46. ↑  Varzos 1984，第561–562頁.
47. ↑  Varzos 1984，第562–563頁.
48. ↑  Nicol 1988，第162–163頁.
49. ↑  Varzos 1984，第563–564頁.
50. ↑  Varzos 1984，第565–566頁.
51. ↑  Varzos 1984，第566–568頁.
52. ↑  Varzos 1984，第571頁.
53. ↑  Varzos 1984，第571–572頁.
54. ↑  Varzos 1984，第572–573頁.
55. 1 2  Varzos 1984，第573頁.
56. ↑  Varzos 1984，第573–574頁.
57. ↑  Lognon 1950，第141–146頁.
58. ↑  Varzos 1984，第574–575頁.
59. ↑  Nicol 1988，第166–167頁.
60. ↑  Varzos 1984，第573–576頁.
61. 1 2 3 4  Fine 1994，第120頁.
62. ↑  Varzos 1984，第582頁.
63. ↑  Varzos 1984，第576–578頁.
64. ↑  Varzos 1984，第578–581頁.
65. ↑  Varzos 1984，第581–582頁.
66. ↑  Stiernon 1964，第197–202頁.
67. ↑  Karpozilos 1973，第74–75頁.
68. ↑  Bees-Seferli 1971–1974，第272–279頁.
69. ↑  Stavridou-Zafraka 1988，第44頁.
70. ↑  Varzos 1984，第584–589頁.
71. ↑  Varzos 1984，第589頁.
72. ↑  Varzos 1984，第583–584頁.
73. ↑  Varzos 1984，第579–580, 590–595頁.
74. ↑  Fine 1994，第120–121頁.
75. ↑  Varzos 1984，第592–600頁.
76. 1 2 3  Fine 1994，第122頁.
77. ↑  Varzos 1984，第601–603頁.
78. ↑  Varzos 1984，第603頁.
79. ↑  Varzos 1984，第603–604頁.
80. ↑  Fine 1994，第122–123頁.
81. ↑  Varzos 1984，第604頁.
82. 1 2  Fine 1994，第123頁.
83. ↑  Varzos 1984，第604–605頁.
84. ↑  Varzos 1984，第605–608頁.
85. ↑  Varzos 1984，第608–610頁.
86. ↑  Fine 1994，第123–124頁.
87. ↑  Varzos 1984，第610–611頁.
88. ↑  Van Tricht 2011，第385頁.
89. ↑  Varzos 1984，第611–612頁.
90. 1 2 3  Fine 1994，第124頁.
91. ↑  Varzos 1984，第612–613頁.
92. ↑  Varzos 1984，第614, 616頁.
93. ↑  Varzos 1984，第616–617, 639–642頁.
94. ↑  Fine 1994，第128頁.
95. ↑  Fine 1994，第126–128頁.
96. ↑  Varzos 1984，第642–652頁.
97. 1 2  Varzos 1984，第617頁.
98. ↑  Varzos 1984，第613頁.
99. ↑  ODB，"Blinding" (A. Kazhdan), pp. 297–298.
100. ↑  Fine 1994，第124–125頁.
101. 1 2 3 4  Fine 1994，第133頁.
102. 1 2  Varzos 1984，第618頁.
103. 1 2  Varzos 1984，第622頁.
104. ↑  Varzos 1984，第618–619頁.
105. 1 2  Varzos 1984，第619頁.
106. ↑  Fine 1994，第133–134頁.
107. 1 2  Varzos 1984，第620–621頁.
108. ↑  Fine 1994，第135頁.
109. 1 2  Fine 1994，第134頁.
110. ↑  Varzos 1984，第622–625頁.
111. ↑  Varzos 1984，第625–626頁.
112. ↑  Varzos 1984，第626頁.
113. 1 2  Fine 1994，第157頁.
114. ↑  Varzos 1984，第626–628頁.
115. ↑  Fine 1994，第156–157頁.
116. ↑  Varzos 1984，第628–630頁.
117. ↑  Varzos 1984，第630頁.
118. ↑  Varzos 1984，第630–631頁.
119. ↑  Varzos 1984，第631–635頁.
120. ↑  Fine 1994，第157–158頁.
121. ↑  Varzos 1984，第636頁.
122. ↑  Nicol 1993，第20–21頁.
123. ↑  Nicol 1988，第171頁.
124. ↑  Nicol 1993，第16頁.
125. ↑  Varzos 1984，第637頁.

## 延伸阅读
- Bredenkamp, François. . Thessaloniki: Thessaloniki History Center. 1996. ISBN 978-960-8433-17-5 （英语）.
- Fundic, Leonela. . Byzantina Symmeikta. 2013, 23: 217–250  [2022-05-03]. doi:10.12681/byzsym.1100 . （原始内容存档于2022-04-08） （英语）.
- Stavridou-Zafraka, Alkmini. . Vyzantiaka. 1999, 19: 211–222 （英语）.

| 統治者頭銜                        | 統治者頭銜                     | 統治者頭銜                                                                           |
| --------------------------------- | ------------------------------ | ------------------------------------------------------------------------------------ |
| 前任者： 米海尔·科穆宁·杜卡斯     | 伊庇鲁斯专制国统治者 1215–1224 | 空缺伊庇鲁斯作为塞萨洛尼基帝国的一部分下一位持有相同頭銜者：米海尔二世·科穆宁·杜卡斯 |
| 新頭銜 对十字架萨洛尼卡王国的征服 | 塞萨洛尼基皇帝 1224–1230       | 繼任者： 曼努埃尔·科穆宁·杜卡斯                                                      |